# Rohînți, Hmilnîk
Rohînți (în ucraineană Рогинці) este un sat în comuna Kustivți din raionul Hmilnîk, regiunea Vinnița, Ucraina.

## Demografie
Componența lingvistică a localității Rohînți
     Ucraineană (99,74%)
     Alte limbi (0,26%)
Conform recensământului din 2001, majoritatea populației localității Rohînți era vorbitoare de ucraineană (99,74%), existând în minoritate și vorbitori de alte limbi.